# Rivière des Aulnaies (vattendrag i Kanada, lat 48,48, long -71,31)
Rivière des Aulnaies är ett vattendrag i Kanada.   Det ligger i provinsen Québec, i den östra delen av landet, 500 km nordost om huvudstaden Ottawa.
I omgivningarna runt Rivière des Aulnaies växer i huvudsak blandskog. Runt Rivière des Aulnaies är det ganska tätbefolkat, med 239 invånare per kvadratkilometer.